# Santa Teresa (Novo México)
Santa Teresa é uma Região censo-designada localizada no estado norte-americano de Novo México, no Condado de Doña Ana.

## Demografia
Segundo o censo americano de 2000, a sua população era de 2607 habitantes.

## Geografia
De acordo com o United States Census Bureau tem uma área de 28,4 km², dos quais 28,4 km² cobertos por terra e 0,0 km² cobertos por água.

## Localidades na vizinhança
O diagrama seguinte representa as localidades num raio de 16 km ao redor de Santa Teresa.